# Jotvata
Jotvata (hebräisch יָטְבָתָה Jåṭəvatah, englisch Yotvata) ist ein Kibbuz in der israelischen Aravasenke. Er liegt im südlichen Negev nahe der jordanischen Grenze, etwa 40 Kilometer nördlich von Eilat und hatte 2018 696 Einwohner.

## Moderner Ort
Jotvata wurde 1951 zunächst als militärische Siedlung gegründet, später ging der heutige Kibbuz daraus hervor. Die Siedlung liegt an einer starken Quelle gleichen Namens, die bereits in der Bibel erwähnt wird („ein Land mit Wasserbächen“, Dtn 10,7 ).
Wichtigste Wirtschaftszweige des Kibbuz sind die Milchwirtschaft mit einem milchverarbeitenden Betrieb und der Tourismus. In der Nähe Jotvatas wurde der Tierpark Chai Bar Jotvata eingerichtet. Dieser Zoo bietet einen Lebensraum für Tiere, die in biblischer Zeit in dieser Gegend heimisch waren, und bildet die Grundlage für deren Wiederansiedlung in Israel (siehe auch Tiere in der Bibel).

## Archäologie
Die gute Wasserversorgung des Ortes ermöglichte eine Besiedlung zumindest seit der Eisenzeit. Von 2003 bis 2007 fanden unter der Leitung von Gwyn Davies (Florida International University) und Jodi Magness (University of North Carolina at Chapel Hill) Ausgrabungen statt.
In der Nähe der Quellen wurden Reste eines zweistöckigen, völlig aus Stein erbauten Gebäudes entdeckt. Die begleitende Keramik deckt den Zeitraum vom 2. Jahrhundert v. Chr. bis zum 2. Jahrhundert n. Chr. ab. Sie besteht aus hellenistischen, nabatäischen und frührömischen Scherben. Das Gebäude ist durch ein Erdbeben am Anfang des 2. Jahrhunderts zerstört worden.
Rund 500 Meter entfernt wurde ein nabatäisches Gebäude von 30 × 35 Metern nachgewiesen, das möglicherweise dem Tempel Ad Dianem entspricht, der auf der Tabula Peutingeriana verzeichnet ist.
Einen Kilometer südwestlich des Kibbuz am Fuß der Hügel des Negev wurde ein spätrömisches Kastell ausgegraben. Es misst außen etwa 40 Meter im Quadrat und hatte einen Wachtturm an jeder Ecke. Eine Inschrift belegt den Bau um das Jahr 300. Es war mit einem Bad ausgestattet, das für die Garnison allein sehr groß ist. Möglicherweise stand es auch Reisenden zur Verfügung. Nach einer ersten Zerstörung durch Feuer hatte das Kastell drei weitere Bauphasen. Es wurde etwa um 370–380 aufgegeben.
Im 5. Jahrhundert wurde das Kastell durch die Byzantiner erneut eine Zeitlang genutzt. Zuletzt gab es eine frühislamische Besiedlungsphase im späten 6. oder frühen 7. Jahrhundert.
Die Architekturreste wurden im Jahr 1958 vom Bau einer Ölpipeline durchquert und schwer beschädigt.